# Ditrichophora plumosa
Ditrichophora plumosa är en tvåvingeart som först beskrevs av Fallen 1823.  Ditrichophora plumosa ingår i släktet Ditrichophora och familjen vattenflugor. Inga underarter finns listade i Catalogue of Life.